# Orawan Paranang
Orawan Paranang (Thai: อรวรรณ พาระนัง; Ubon Ratchathani, 7 september 1997) is een Thais professioneel tafeltennisster. Zij speelt linkshandig met de shakehandgreep.
Zij nam namens haar land deel aan de Olympische Zomerspelen 2020 maar won daar geen medailles.